# Parafia Najświętszej Maryi Panny Częstochowskiej w Sosnowcu
Parafia Najświętszej Maryi Panny Częstochowskiej w Sosnowcu – rzymskokatolicka parafia, położona w dekanacie sosnowieckim – Chrystusa Króla, diecezji sosnowieckiej, metropolii częstochowskiej w Polsce, erygowana w 1924 roku.

## Proboszczowie[1]
- 1924-1935 ks. Józef Krzyżanowski
- 1935-1939 ks. Stanisław Grzywak
- 1939-1948 ks. Lucjan Kaczmarzyk
- 1948-1958 ks. Roman Ramus
- 1958-1968 ks. Józef Odróbka
- 1969-2000 ks. Tadeusz Michalski
- 2000-2011 ks. Czesław Mielczarek
- od 2011 ks. Edward Darłak